# 志田萌
志田 萌（しだ もえ、2000年12月15日 - ）は、日本の女子バスケットボール選手である。ポジションはシューティングガード。WKBLのKBスターズ所属。

## 来歴
北海道旭川市出身。
旭川南高校では全国大会の経験はなかったが、2年の時に参加したIMGアカデミーのキャンプでその才能を認められ、3年の1月に渡米し同アカデミーに留学。
NJCAA1部のサウス・ジョージア・テクニカル大学に進学後、2年でオールアメリカ・セカンドチームに選出される。
NCAA1部のニューメキシコ州立大学に編入を果たすも、2年間での平均出場時間は10分にとどまった。
転校してもう1年アメリカの大学でプレーするつもりだったが、シャンソン化粧品シャンソンVマジックのプレーオフを見て、鵜沢潤ヘッドコーチにプレー映像を送り、2週間のトライアウトを経て、加入となった。
2024年、韓国・WKBLのアジアクォータードラフト全体8位でKBスターズに指名される。